# سليمان بن وهب
سليمان بن وهب190 - 288 هـ / 806 - 885 م سليمان بن وهب بن سعيد بن عمرو بن حصين الحارثي.
وزير، من كبار الكتاب، من بيت كتابة وإنشاء في الشام والعراق، ولد ببغداد، وكتب للمأمون وهو ابن 14 سنة، وولي الوزارة للمهتدي باللّه، ثم للمعتمد على اللّه. ونقم عليه الموفق بالله، فحبسه، فمات في حبسه.
له (ديوان رسائل)، وكان من مفاخر عصره أدباً وعقلاً وعلماً، ولأبي تمام والبحتري مدح به وبأهله. تعود أصوله إلى عائلة مسيحية نسطورية من واسط.

## من أشعاره
? - 272 هـ / ? - 885 م